# Sarah Buis
Sarah Buis (20 maart 2000) is een Nederlandse waterpolokeepster. Buis komt sinds 2022 weer uit voor UZSC in Utrecht. Ze begon met waterpolo bij Brandenburg in Bilthoven en stapte als jeugdspeler over naar UZSC waar ze al snel doorstroomde naar het eerste elftal.  In het seizoen 2021-2022 kwam  ze uit voor de Hongaarse topclub Dunaújváros, waarmee ze in 2022 de finale van de LEN Trophy bereikte.
Buis maakte in maart 2019 haar debuut voor het Nederlands seniorenteam tijdens de wedstrijden om de World League in Rotterdam. Ze maakte ook deel uit van de selectie die bij de Wereldbeker Superfinale 2023 zilver won. In datzelfde jaar volgde het wereldkampioenschap 2023 in Fukuoka, waar ze met het Nederlandse team goud won.
Buis studeert sinds 2018 aan de pedagogische academie van de Hogeschool Utrecht.

## Erelijst

### Club
- 2022:  LEN Trophy 2022 met Dunaújváros

### Nationale team
- 2022:  Wereldkampioenschap in Boedapest
- 2023:  Wereldbeker in Long Beach
- 2023:  Wereldkampioenschap in Fukuoka
- 2024:  Europees kampioenschap in Eindhoven
- 2024:  Olympische Spelen